# Cesarini (famiglia)
I Cesarini furono una famiglia romana che ebbe grande influenza come feudataria di vasti territori nel Lazio e nelle Marche dal XV alla fine del XVII secolo, allorché si ebbe l'estinzione del ramo principale.

## Storia
Come altre famiglie di Roma, anche i Cesarini rivendicarono la discendenza da una famiglia della Roma antica, dalla Gens Iulia. Secondo lo stesso Ratti e l'Ameyden, tuttavia, la famiglia Cesarini sarebbe derivata dalla famiglia Montanari; Andreuzzo, il padre del cardinale Giuliano Cesarini (1398-1444), si chiamava ancora Montanari. Le condizioni economiche della famiglia nei primi anni del XIV secolo erano molto modeste. Poiché tuttavia a partire dal XV secolo alcuni suoi membri ricoprirono cariche lucrose nel governo dello Stato della Chiesa, il patrimonio familiare divenne cospicuo in un tempo relativamente breve.
Se il primo Cesarini a essere uscito dall'anonimato fu senz'altro il cardinale Giuliano Cesarini, il primo dei Cesarini ad aver acquistato delle proprietà immobiliari fu il fratello minore del cardinale, mons. Giorgio Cesarini, protonotario apostolico e procuratore del cardinal Bessarione, il quale nel 1454 acquistò parte del territorio di Ardea da Antonio Colonna. Alcuni membri della famiglia Cesarini ottennero la carica di gonfaloniere del popolo romano che papa Clemente VII, col Motu proprio «Nobilem Familiam Cesarinam» del 23 maggio 1530, assegnò in perpetuo ai Cesarini maschi.
Nel secolo successivo il pronipote Giuliano Cesarini (1491-1566) acquisterà nello stesso anno (1564) Civita Lavinia e Ardea da Marcantonio Colonna, il castello di Genzano da Fabrizio Massimi, oltre ad aver ottenuto il feudo di Civitanova Marche per un prestito di 14.000 scudi alla Camera Apostolica, per cui divenne in tal modo marchese di Civitanova. Suo figlio Giangiorgio Cesarini sposò l'affascinante ereditiera Clelia Farnese e istituì per la prima volta una primogenitura in famiglia in favore dell'unico figlio Giuliano (1572-1613). Quest'ultimo, uomo peraltro dallo spirito bizzarro, ottenne da papa Sisto V il titolo di duca di Civitanova e di marchese di Civita Lavinia (30 luglio 1582); dal suo matrimonio con Livia Orsini nacquero cinque figliuoli maschi, uno solo dei quali, Giangiorgio II, ebbe discendenti. Giangiorgio II sposò Cornelia Caetani e fu padre degli ultimi due duchi Cesarini: Giuliano III e Filippo. In assenza di eredi maschi nella generazione successiva, la casata si estinse alla fine del XVII secolo. Dal matrimonio di Livia Cesarini, figlia dell'ultimo Giuliano, con Federico Sforza di Santafiora avrà origine il casato degli Sforza Cesarini.

## Stemma

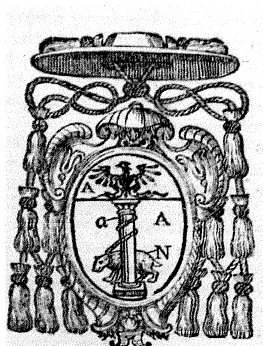
Blasone dei Cesarini

Stemma Sforza-Cesarini

Lo stemma dei Cesarini consisteva in una colonna, sormontata da un'aquila, alla quale, mediante una catena, era legato un orso. Il Ratti ritiene che anticamente lo scudo dovesse mostrare un orso, la colonna sia stata inserita dal cardinale Giuliano Cesarini, primo di questo nome, per riconoscenza a papa Martino V (della famiglia Colonna), e l'aquila sia stata concessa al primo marchese di Civitanova Giuliano Cesarini (1491-1566) dall'imperatore Carlo V. Lo stemma ispirò una pasquinata:
«Ursinis ursam, Columnis redde columna
Redde aquilam Imperio, sola catena tua est!»

## Casa Cesarini

### Marchesi di Civitanova (1551)
- Giuliano I (1491 - 1566), I marchese di Civitanova
- Giovan Giorgio I (1549 - 1585), II marchese di Civitanova
- Giuliano II (1572 - 1613), III marchese e I duca di Civitanova

### Duchi di Civitanova (1585)
- Giuliano II (1572 - 1613), III marchese e I duca di Civitanova
- Giovan Giorgio II (1590 - 1633), II duca di Civitanova
- Giuliano III (1618 - 1665), III duca di Civitanova, I signore di Genzano
- Filippo I, IV duca di Civitanova, II signore di Genzano
- Livia Teresa I, V duchessa di Civitanova, III signora di Genzano, sposa Federico III Sforza di Santa Fiora, I principe di Genzano, XVIII conte di Santa Fiora

### Principi di Genzano (1707) Duchi Sforza Cesarini (1806)
- Federico III Sforza di Santa Fiora (1651 - 1712), I principe di Genzano, XVIII conte di Santa Fiora, marito di Livia Teresa I, V duchessa di Civitanova, III signora di Genzano, nel 1672 per matrimonio muta il cognome in Sforza Cesarini
- Gaetano I Sforza Cesarini (1674 - 1727), II principe di Genzano, XIX conte di Santa Fiora
- Sforza Giuseppe I Sforza Cesarini (1705 - 1744), III principe di Genzano, XX conte di Santa Fiora
- Filippo I Sforza Cesarini (1727 - 1764), IV principe di Genzano, XXI conte di Santa Fiora
- Gaetano II Sforza Cesarini (1728 - 1776), V principe di Genzano, XXII conte di Santa Fiora
- Francesco II Sforza Cesarini (1773 - 1816), VI principe di Genzano, I duca Sforza Cesarini, XXIII conte di Santa Fiora
- Salvatore Sforza Cesarini (1798 - 1832), VII principe di Genzano, II duca Sforza Cesarini
- Lorenzo Sforza Cesarini (1807 - 1867), VIII principe di Genzano, III duca Sforza Cesarini
- Francesco Sforza Cesarini (1840 - 1899), IX principe di Genzano, IV duca Sforza Cesarini
- Lorenzo Sforza Cesarini (1868 - 1939), X principe di Genzano, V duca Sforza Cesarini
- Mario Bosio Sforza Cesarini (1899 - 1986), XI principe di Genzano, VI duca Sforza Cesarini
- Bosio Sforza Cesarini (1939 - 2018), XII principe di Genzano, VII duca Sforza Cesarini, duca di Segni, duca di Civitalavinia, duca di Ginestra, duca di Torricella
- Lorenzo Sforza Cesarini (1964 -), XIII principe di Genzano, VIII duca Sforza Cesarini, duca di Segni, duca di Civitalavinia, duca di Ginestra, duca di Torricella
- Francesco Sforza Cesarini (1965-)
- Federico Sforza Cesarini (1996-)

## Principali esponenti
- Cardinale Giuliano Cesarini (1398-1444).
- Giorgio Cesarini, prelato, fratello del precedente, protonotario apostolico.
- Cardinale Giuliano Cesarini (1466-1510).
- Cardinale Alessandro Cesarini (..-1542).
- Marchese Giuliano I Cesarini (1491-1566), I marchese di Civitanova Marche, sposa: Giulia Colonna.
- Marchese Giangiorgio I Cesarini (1549-1585), figlio di Giuliano e Giulia Colonna, collezionista d'arte, sposa: Clelia Farnese.
- Duca Giuliano II Cesarini (1572-1613), figlio di Giangiorgio I Cesarini e Clelia Farnese, I duca di Civitanova Marche, I marchese di Civita Lavinia, sposa: Livia Orsini.
- Duca Giangiorgio II Cesarini (1590-1635), figlio di Giuliano II Cesarini e Livia Orsini, sposa: Cornelia Caetani (..-1649).
- Cardinale Alessandro Cesarini (1592-1644), figlio di Giuliano II Cesarini e Livia Orsini.
- Virginio Cesarini (1595-1624), poeta, figlio di Giuliano II Cesarini e Livia Orsini.
- Don Pietro Cesarini (1599 circa-1647), cavaliere di Malta, commendatario dell'ordine gerosolimitano, figlio di Giuliano II Cesarini e Livia Orsini
- Monsignore Ferdinando Cesarini (1606 circa-1646), poeta, fisico, figlio di Giuliano II Cesarini e Livia Orsini.
- Duca Giuliano III Cesarini (1618-1665), duca, figlio di Giangiorgio II Cesarini e Cornelia Caetani, sposa: Margherita Savelli.
- Duca Filippo Cesarini (..-1685), figlio di Giangiorgio II Cesarini e Cornelia Caetani.
- Duchessa Livia Cesarini (1646-1711), figlia di Giuliano III Cesarini e Margherita Savelli, ultima della famiglia Cesarini, sposò Federico Sforza di Santafiora dando origine alla famiglia Sforza Cesarini.